# Goczałkowice-Zdrój (gromada)
Goczałkowice-Zdrój (pocz. Goczałkowice Zdrój) – dawna gromada, czyli najmniejsza jednostka podziału terytorialnego Polskiej Rzeczypospolitej Ludowej w latach 1954–1972.
Gromady, z gromadzkimi radami narodowymi (GRN) jako organami władzy najniższego stopnia na wsi, funkcjonowały od reformy reorganizującej administrację wiejską przeprowadzonej jesienią 1954 do momentu ich zniesienia z dniem 1 stycznia 1973, tym samym wypierając organizację gminną w latach 1954–1972.
Gromadę Goczałkowice Zdrój (pisownia bez łącznika) z siedzibą GRN w Goczałkowicach Zdroju (obecna pisownia: Goczałkowice-Zdrój) utworzono – jako jedną z 8759 gromad na obszarze Polski – w powiecie pszczyńskim w woj. stalinogrodzkim, na mocy uchwały nr 21/54 WRN w Stalinogrodzie z dnia 5 października 1954. W skład jednostki wszedł obszar dotychczasowej gminy Goczałkowice Zdrój (z wyłączeniem kart 1, 2, 3 i 5 obrębu Rudołtowice oraz terenów zbiornika wodnego Goczałkowice) w tymże powiecie. Dla gromady ustalono 24 członków gromadzkiej rady narodowej.
20 grudnia 1956 województwo stalinogrodzkie przemianowano (z powrotem) na katowickie.
Gromada przetrwała do końca 1972 roku, czyli do kolejnej reformy gminnej. 1 stycznia 1973 w powiecie pszczyńskim reaktywowano gminę Goczałkowice-Zdrój.
27 maja 1975 gminę zniesiono włączając jej obszar do Pszczyny. 1 stycznia 1992 gminę Goczałkowice-Zdrój reaktywowano.